# Хиндах (Тляратинский район)
Хиндах — село в Тляратинском районе Дагестана. Административный центр сельского поселения сельсовет Хиндахский.

## География
Расположено в 22 км к северу от районного центра — села Тлярата, на левобережном склоне долины реки Чарах.

## Население
| 1869 | 1888 | 1895 | 1926 | 1939 | 1970 | 1989 |
| ---- | ---- | ---- | ---- | ---- | ---- | ---- |
| 72   | ↗89  | ↘83  | ↘60  | ↘53  | ↘37  | ↗116 |
| 2002 | 2010 | 2021 |      |      |      |      |
| ↗328 | ↘164 | ↘95  |      |      |      |      |